# Marimba Ani
Marimba Ani (nascuda com Dona Richards) és una antropòloga i acadèmica especialitzada en estudis africans coneguda principalment per la seva obra Yurugu, una crítica de la cultura i el pensament europeu i per l'encunyació del terme "Maafa" l'holocaust africà. Marimba Ani és una afroamericana estatunidenca.

## Vida i obra
Marimba Ani va acabar el seu grau de BA a la Universitat de Chicago i el màster i doctorat en antropologia a la New School University. El 1964, durant el <i>Summer Freedom</i>, va servir com a secretària de camp del Student Nonviolent Coordinating Committee (SNCC) i es va casar amb Bob Moses, activista de drets civils, del que es va divorciar el 1966. Fou Professora d'estudis africans al Departament d'Estudis Negres i Porto-riquenys del Hunter College de la ciutat de Nova York. És considerada com a la introductora del terme Maafa per descriure l'holocaust africà.

## Yurugu
L'obra d'Ani de 1994, Yurugu: An Afrikan-Centered Critique of European Cultural Thought and Behavior examina la influència de la cultura europea en la formació dels marcs institucionals moderns a través del colonialisme i l'imerialisme, des d'una perspectiva africana. Descrit per l'autora com una obra "polèmica intencionadament agressiva ", el llibre es titula per d'aquesta manera per una llegenda Dogon d'un ésser incomplet i destructiu que havia estat refusat pel seu creador.
Examinant les causes de la supremacia blanca global, Ani va argumentar que el pensament europeu creu de manera implícita en la seva pròpia superioritat i declara: "la cultura europea és única en l'asserció del seu interès polític".
A Yurugu, Ani va proposar una conceptualizació tripartida de la cultura basada en els conceptes de:
1. Asili, la llavor central o "matriu germinant" d'una cultura,
2. Utamawazo, "pensament culturalment estructural" o punt de vista, "la manera en la que el pensament dels membres d'una cultura han de ser patrons si l' asili ha de ser complet" i
3. Utamaroho, la força vital o font d'energia d'una cultura que "dona un to emocional i motiva el comportament col·lectiu dels seus membres".[8][9][11]

Els termes que Ani utilitza en aquest marc estan basats en el Swahili. Asili és una paraula comuna del Swahili que significa origen o essència; utamawazo i utamaroho són neologismes creats per Ani, va basar en els mots Swahilis utamaduni ("civilització"), wazo ("pensat") i roho ("vida espiritual"). L' utamawazo i l'utamaroho no són vistos com a separats de l' asili, si no com les seves manifestacions que han estat nascudes fora de l'asili i que l'afirmen.
Ani va caracteritzar el'asili de la cultura europea com a dominada pels conceptes de separació i control, amb la separació que estableix a dicotomies com "l'home" i "la naturalesa", "l'europeu" i "l'altre", "pensament" i "emoció" – separacions que, en efecte acaben amb la negació l'existència de "l'altre", qui o que esdevé subservent a les necessitats dels homes europeus. El control és disfressat d'un universalisme tot i que en realitat "l'ús de formulacions 'universals' abstractes en l'experiència europea ha estat per controlar persones, per impressionar-los, i per intimidar-los."
Segons el model d'Ani, el utamawazo de la cultura europea "està estructurat per una ideologia i bio-experiència cultural", i el seu utamaroho o força vital és dominació, que està reflectida en totes les estructures basades en allò europeu i la imposició dels valors europeus i la seva civilització a tots els pobles del món, destruint cultures i llengües en nom de progrés.
El llibre també utilitza el terme Maafa, que està basat en la paraula del Swahili que significa "gran desastre", per descriure l'esclavitud. Pensadors afrocentristes han popularitzat i expandit els conceptes d'Ani. Citant tant la història de llarga durada de l'esclavitud i altres exemples més recents com l'estudi Tuskegee, Ani va argumentar que els europeus i els americans blancs tenen una "capacitat enorme de perpetrar violència física contra altres cultures" que havien resultat en el tractament dels negres "antihumà i genocida".

### Recepció crítica
Philip Higgs, a l'obra African Voices in Education, descriu Yurugu com un "excel·lent delineació de l'ètica de la coexistència harmoniosa entre els éssers humans", però diu que el llibre està "mirant cap a de estructures de conflicte i desigualtat social que un troba en totes les societats, incloent-hi les indígenes mateixes," com a debilitat.:175 Molefi Kete Asante Descriu Yurugu com una "obra elegant". Stephen Howe acusa Ani de tenir poc interés en l'Àfrica actual (essent romàntica) i desafia la seva crítica de la lògica"Eurocentrista" que esta molt reflectida en el llibre.

## Obres
- "The Ideology of European Dominance," The Western Journal of Black Studies. Vol. 3, No. 4, Winter, 1979, and Présence Africaine, No. 111, 3rd Quarterly, 1979.
- "European Mythology: The Ideology of Progress," in M. Asante and A. Vandi (eds), Contemporary Black Thought, Beverly Hills: Sage Publications, 1980 (59-79).
- Let The Circle Be Unbroken: The Implications of African Spirituality in the Diaspora. New York: Nkonimfo Publications, 1988 (orig. 1980).
- "Let The Circle Be Unbroken: The Implications of African-American Spirituality," Présence Africaine. No. 117-118, 1981.
- "The Nyama of the Blacksmith: The Metaphysical Significance of Metallurgy in Africa," Journal of Black Studies. Vol. 12, No. 2, December 1981.
- "The African 'Aesthetic' and National Consciousness," in Kariamu Welsh-Asante (ed.), The African Aesthetic, Westport, Ct.: Greenwood Press, 1993 (63-82)
- Yurugu: An Afrikan-centered Critique of European Cultural Thought and Behavior. Trenton: Africa World Press, 1994.
- "The African Asili," in Selected Papers from the Proceedings of the Conference on Ethics, Higher Education and Social Responsibility, Washington, D.C.: Howard University Press, 1996.
- "To Heal a People", in Erriel Kofi Addae (ed.), To Heal a People: Afrikan Scholars Defining a New Reality, Columbia, MD.: Kujichagulia Press, 1996 (91-125).
- "Writing as a means of enabling Afrikan Self-determination," in Elizabeth Nuñez and Brenda M. Greene (eds), Defining Ourselves; Black Writers in the 90's, New York: Peter Lang, 1999 (209–211).